# Дефрис, Рут
Рут Дефрис (Ruth S. DeFries; род. 1957) — американский географ-эколог, специалист по экосистемам, а также по землепользованию. Член НАН США (2006), доктор философии (1980), Университетский профессор (University Professor) Колумбийского университета (с 2016), где трудится с 2008 года. Макартуровский стипендиат (2007) и лауреатка других отличий. Также занимается популяризацией науки и общественной деятельностью. Является высокоцитируемым учёным.
Родилась в семье инженера-химика и школьной учительницы.
Окончила Университет Вашингтона в Сент-Луисе (бакалавр в области наук о Земле summa cum laude, 1976). Степень доктора философии по физической географии получила в Университете Джонса Хопкинса на кафедре географии и экологической инженерии (1980).
Работала в Бомбее (Индия), затем возвратилась в США, где сотрудничала в Национальном исследовательском совете.
Преподавала в Мэрилендском университете. Член Американской ассоциации содействия развитию науки (2008). С 2008 года — в Колумбийском университете, где стала первым в именной должности профессора Denning Professor по устойчивому развитию. Фелло Экологического общества Америки и Американского геофизического союза. Проводила полевые исследования в бразильской и перуанской Амазонии, а также в Индии.
Отмечена American Association of Geographers Distinguished Scholarship Honors Award (2015).
Почётный доктор Университета Макгилла (2016) и KU Leuven (2017).
Член Совета НАН США (по 2023 г.).
Замужем, есть дочь и сын. Её супруг Jitendra Bajpai работал директором во Всемирном банке, а ныне состоит адъюнктом в штате Колумбийского университета.
Автор более сотни научных работ.
Публиковалась в Science, BioScience, PNAS, Nature Geoscience и др.
Автор книги «The Big Ratchet: How Humanity Thrives in the Face of Natural Crisis» (2014).
- BES Marsh Award for Climate Change Research (2021)